# E-mu Emulator
Der Emulator, später auch Emulator I genannt, war einer der ersten kommerziell erhältlichen Sampler.
Der Emulator wurde 1981 von der Firma E-mu Systems auf den Markt gebracht und bis 1984 wurden etwa 500 Stück in zwei Serien gebaut. E-mu entwickelte den Emulator, um die auslaufenden Lizenzzahlungen aus den Verkäufen des erfolgreichen Prophet-5 von Sequential Circuits aufzufangen. Er erschien in einer Zeit, in der das Fairlight CMI der einzige verfügbare Sampler war. Um den Emulator günstiger als den Fairlight anbieten zu können, beschränkte man sich auf eine reine Sample-Wiedergabe (man kann daher nicht von einem echten Konkurrenzprodukt zum Fairlight sprechen). Es fehlten sowohl ein VCA als auch ein VCF, d. h., man konnte weder den Klang- noch den Lautstärkeverlauf des Samples verändern. Die ersten Modelle waren zwei- bis achtstimmig polyphon, je nach Ausbaustufe. Technisch basierte der Emulator auf einem Z80-Prozessor mit DMA-Mikrocontroller.
1982 erschien eine überarbeitete Version des Emulator. Der Mark 2 umfasste bei gesenktem Preis nun einen VCA sowie einen Software-Sequenzer. Ende 1983 wurde die Produktion eingestellt, erst 1984 erschien mit dem E-mu Emulator II das wesentlich erfolgreichere Nachfolgemodell.
Der Legende zufolge hat Entwickler Edward Rudnick (1948–2008) den Namen bei der Suche in einem Thesaurus gefunden, was nicht nur eine passende Bezeichnung für das Instrument war (Projektname: The Sampler), sondern auch perfekt zum Firmennamen passte.

## Verwendung
Der erste Käufer eines Emulators soll Stevie Wonder gewesen sein. Weitere bekannte Künstler, die den Emulator eingesetzt haben, sind David Bowie, Depeche Mode, Damon Edge, Herbie Hancock, Genesis, New Order, OMD, Jean-Michel Jarre, Kitarō, Vangelis, Yes, Philip Glass, John Carpenter sowie – als Besitzer des Gerätes mit der Seriennummer #00005 – The Residents.